# ピサ (装甲巡洋艦)
ピサ (Pisa) はイタリア海軍の装甲巡洋艦（2等戦艦）。ピサ級。艦名はイタリアの都市ピサからとられた。

## 艦歴

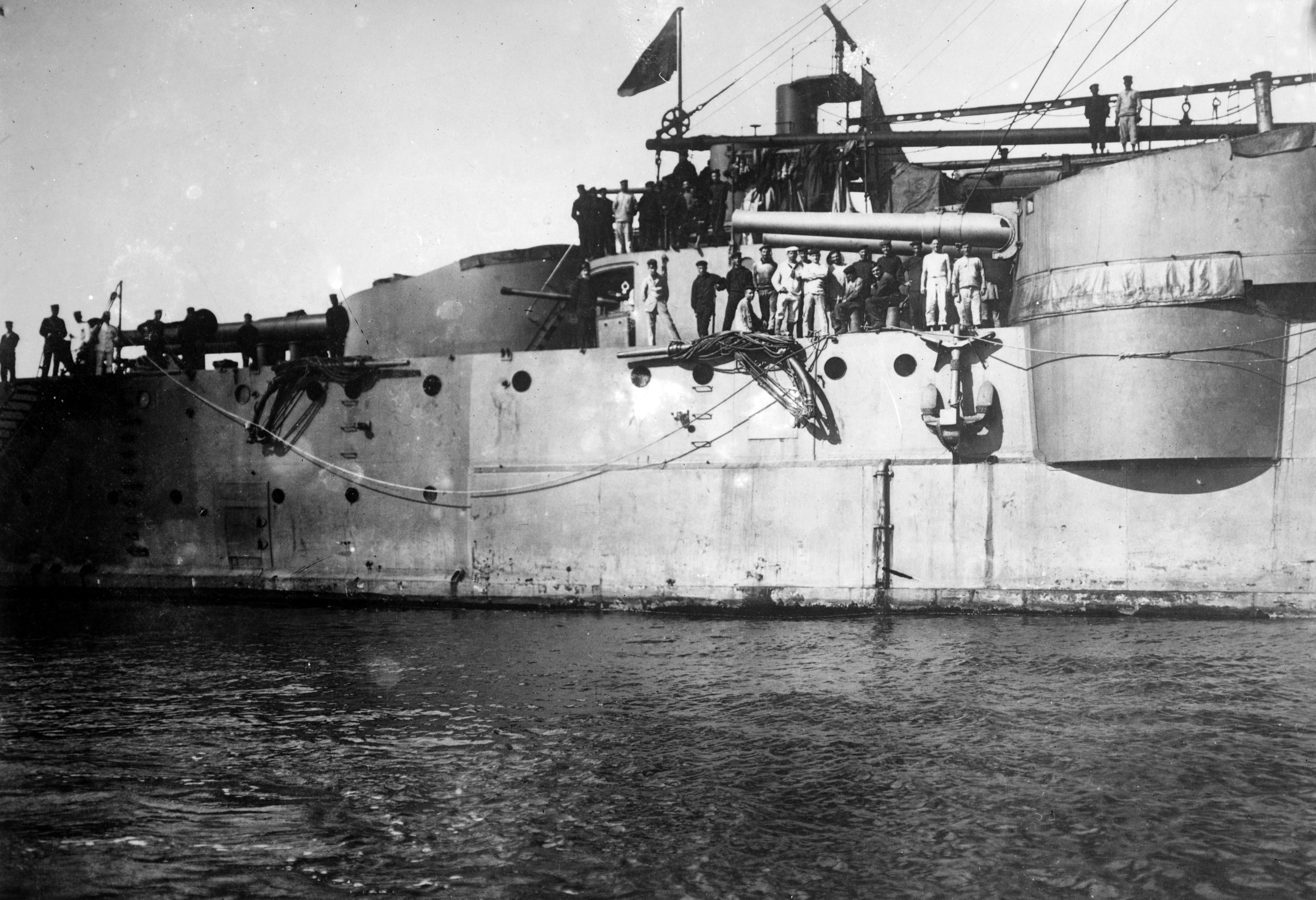
伊土戦争時のものと思われる「ピサ」。主砲（左）および副砲（右）が写っている。

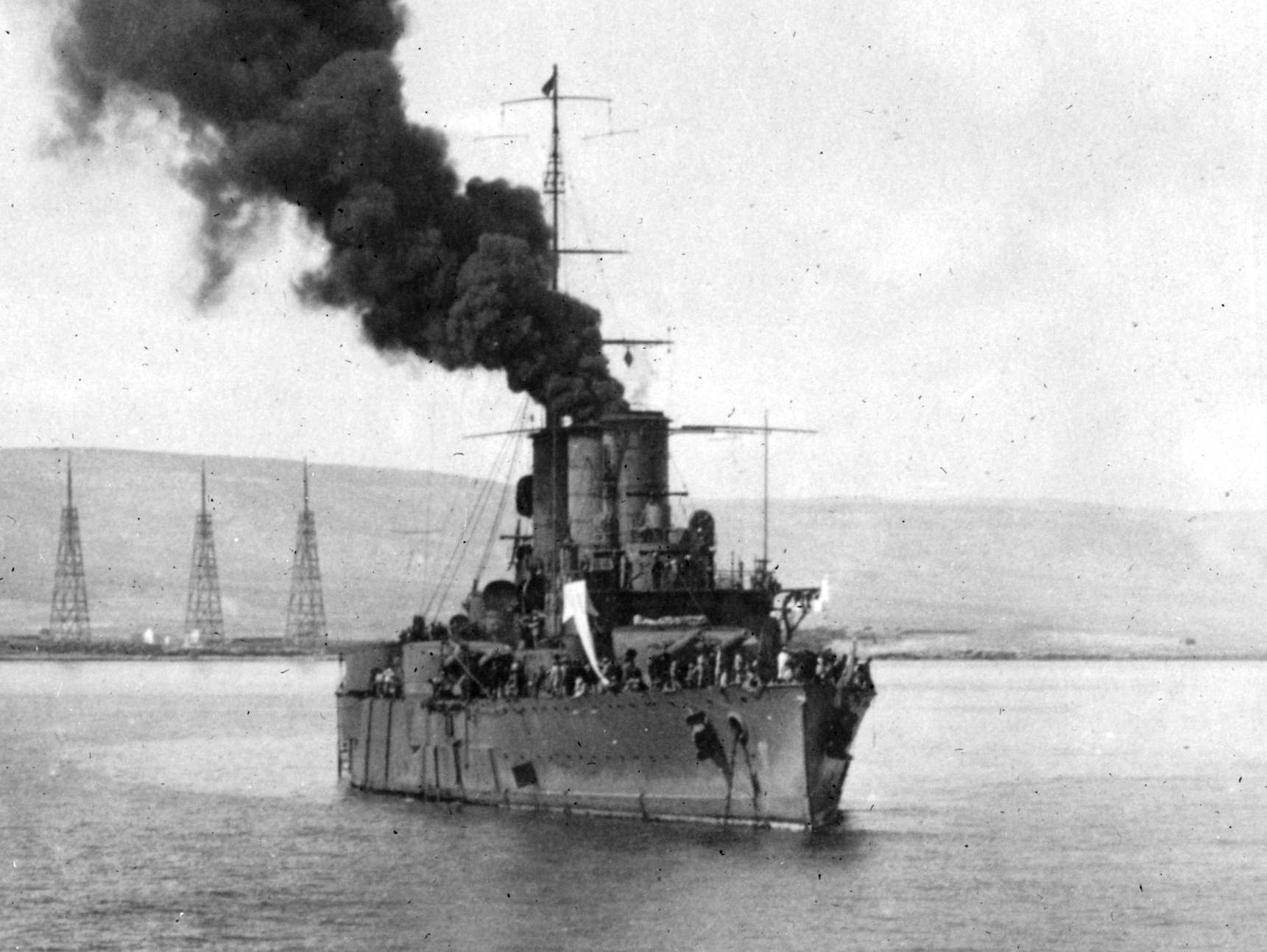
1912年10月のデルナ沖での「ピサ」

リヴォルノのオルランド造船所で1905年2月20日に起工。1907年9月15日に進水し、1909年9月1日に竣工した。

### 伊土戦争
1911年9月29日の伊土戦争開戦時、「ピサ」は第1艦隊第2戦隊司令官Ernesto Presbitero少将の旗艦であった。イタリアはトリポリ・キレナイカ沿岸の封鎖を宣言し、「ピサ」はトリポリ封鎖にあたったが、戦艦「ベネデット・ブリン」などが到着すると、「アマルフィ」や「ナポリ」、「ローマ」とともにトリポリを離れた。
10月15日、「ピサ」は「アマルフィ」や戦艦「ナポリ」、装甲巡洋艦「サン・マルコ」などや兵員輸送船と共にデルナに現れ、同地の占領に従事した。「ピサ」の兵舎などに対する砲撃後、白旗を掲げたボートが送られたが銃撃を受け、その後町に対する艦砲射撃が行われた。荒れた海や海岸からの射撃による上陸失敗後は海岸に対する砲撃が実施された。デルナは10月18日に占領された。
12月初めは「ピサ」は戦艦「ヴィットリオ・エマヌエーレ」などとともにトブルクにあった。同月後半には攻略することとなったZuaraまで第10歩兵旅団を乗せた輸送船を護送したが、悪天候のため上陸は出来ずに終わった。
4月13日、「ピサ」を含む第1艦隊はターラントより出撃。4月17日にスタンパリア島付近で第2艦隊と合流すると、第3戦隊以外はエーゲ海を北上しインブロス島とダーダネルス海峡間などのケーブルを切断した。続いてオスマン帝国艦隊をおびき出そうとダーダネルス海峡入口へと向かったところオスマン帝国の要塞との撃ち合いとなった。公式報告によれば、イタリア側の損害はなかったという。4月19日にイタリア艦隊は撤収を開始したが、「ピサ」など一部の艦艇は残され電信局などの破壊を行った。4月28日、「ピサ」と「アマルフィ」は250名を上陸させてAstropalia島を占領した。
5月4日、ロドス島占領に参加。9月、イタリアに戻った。

### 第一次世界大戦

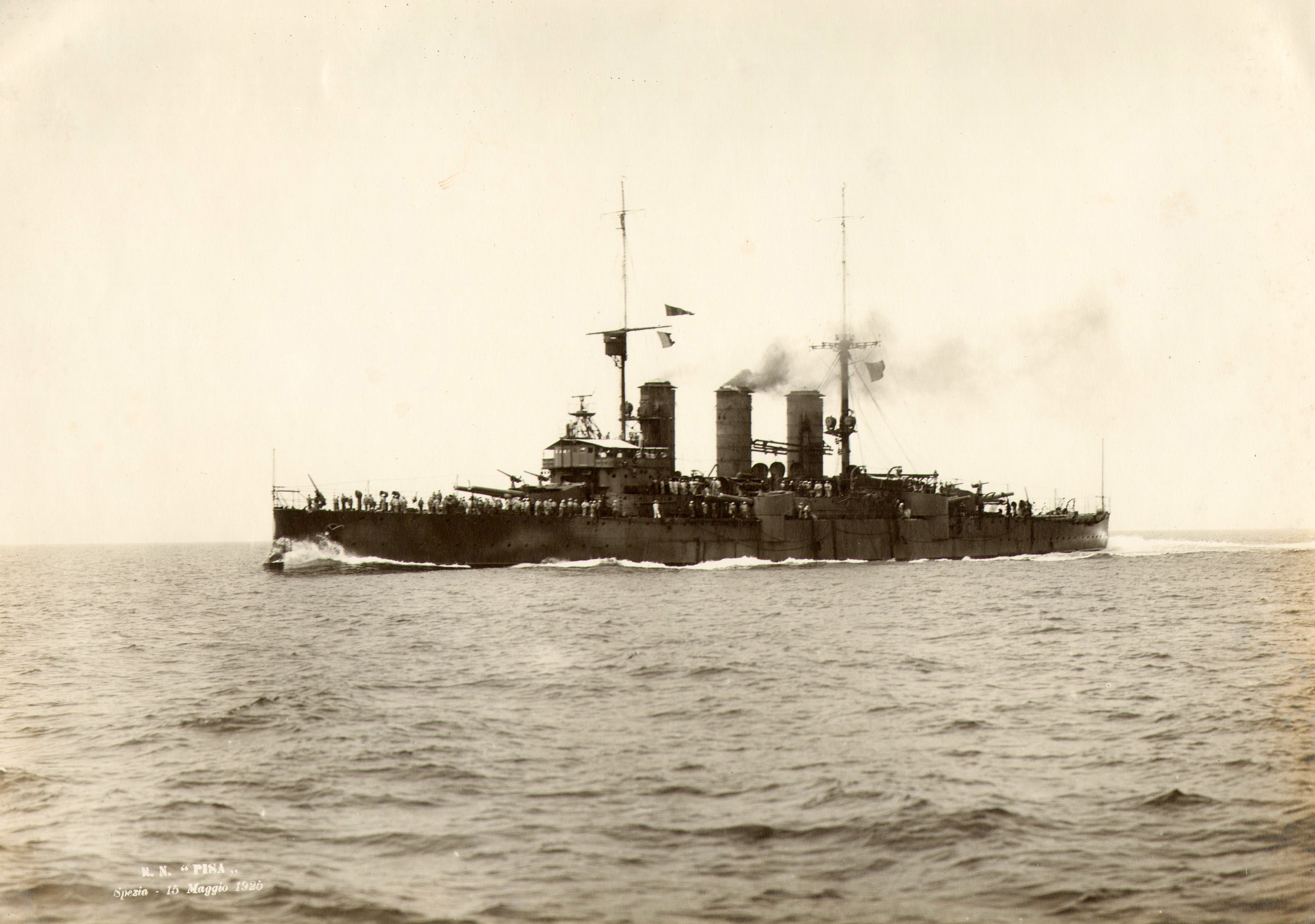
低速航行中の「ピサ」（1925年5月15日）

1915年5月、イタリアはオーストリア＝ハンガリー帝国に宣戦布告。同月時点では「ピサ」はターラントの第1艦隊第4戦隊に属していた。同戦隊はピサ級とサン・ジョルジョ級からなり、「ピサ」が旗艦であった。
オーストリア＝ハンガリー帝国海軍は開戦以降イタリア沿岸への襲撃を実施。それに対して第4戦隊などがヴェネチアへ派遣されることとなり、6月23日から6月28日にかけて第4戦隊はターラントからヴェネチアへ移動した。しかし、7月6日に「アマルフィ」が潜水艦によって撃沈されたことはアドリア海北部での大型艦の活動に影響を与え、以後「ピサ」など3隻が出港することはほぼなくなった。1916年4月、3隻はヴェネチアからヴァロナへ移った。
1918年10月2日、多数の艦艇が参加したドゥラッツォ攻撃に参加。
1921年7月1日、「ピサ」は2等戦艦から海防戦艦に類別変更され、練習艦となった。1925年にはマッキ M.7水上機運用のための改装が行われた。1925年から1930年の間は士官候補生などの訓練に利用された。1937年4月28日に除籍され、その後解隊された。